# Ichinoseki

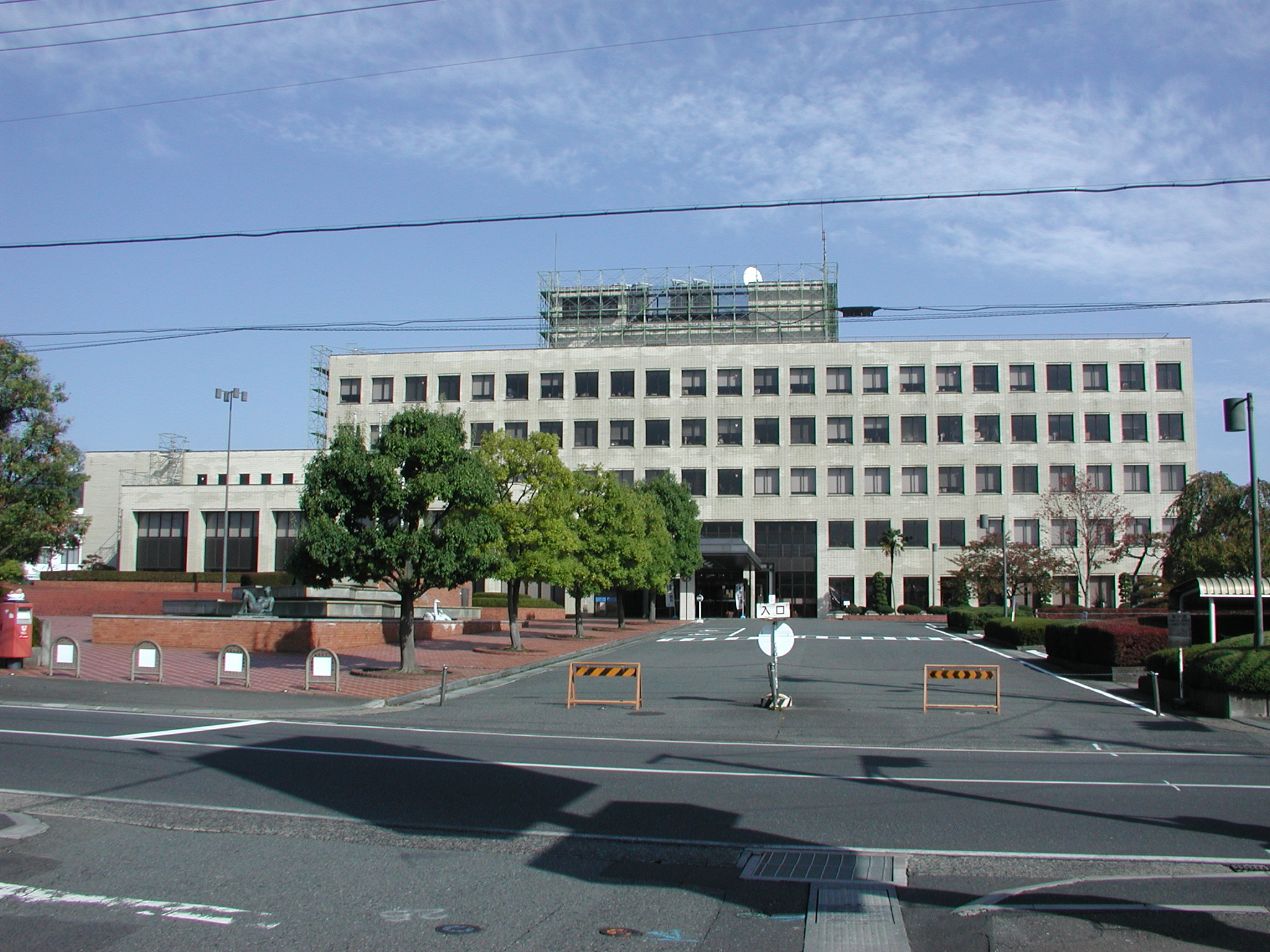
Ayuntamiento de Ichinoseki.

Ichinoseki (一関市 Ichinoseki-shi?) es una ciudad localizada en la prefectura de Iwate, Japón. En octubre de 2019 tenía una población estimada de 114.477 habitantes y una densidad de población de 91,1 personas por km². Su área total es de 1.256,42 km².

## Historia
El área donde actualmente se ubica Ichinoseki fue parte de la antigua provincia de Mutsu, y ha estado habitada al menos desde el antiguo Japón. La zona estaba habitada por el pueblo Emishi, y cayó bajo el control de la dinastía Yamato a comienzos del periodo Heian. Durante este periodo, estuvo controlado por el Clan Abe, y posteriormente por el Clan Fujiwara del Norte de Hiraizumi. Durante el período Sengoku, el área estuvo dominada por varios clanes samurai antes de caer bajo el control del Clan Date durante el periodo Edo, que controló el dominio Sendai bajo el Shogunato Tokugawa.
El pueblo de Ichinoseki fue establecido dentro del distrito de Nishiiwai el 1 de abril de 1889, con la creación del sistema de municipios. Posteriormente, tuvo los siguientes cambios:
- El 1 de abril de 1948, se fundó la ciudad de Ichinoseki por medio de la fusión de los pueblos de Ichinoseki y Yaname con las villas de Mataki y Nakasato.
- El 1 de enero de 1955, la ciudad de Ichinoseki absorbió las villas de Genbi, Hagisho, Maikawa y Yasakae.
- El 1 de septiembre de 1956, a través de un ajuste territorial, la ciudad absorbió partes del pueblo de Hiraizumi.
- El 20 de septiembre de 2005, las ciudades de Daitō, Higashiyama y Senmaya, las villas de Kawasaki and Murone (todas del distrito de Higashiiwai), y la ciudad de Hanaizumi (del distrito de Nishiiwai) se fusionaron con la ciudad de Ichinoseki para crear una ciudad nueva y extendida. Esto causó que la población de la ciudad aproximadamente se duplicara, y su tamaño casi se triplicara.
- El 26 de septiembre de 2011, el pueblo de Fujisawa (del distrito de Higashiiwai) se fusionó en Ichinoseki, lo que causó la disolución del distrito de Higashiiwai.

## Geografía

### Localidades circundantes
- Prefectura de Iwate
  - Hiraizumi
  - Ōshū
  - Rikuzentakata
  - Sumita
- Prefectura de Akita
  - Higashinaruse
- Prefectura de Miyagi
  - Kesennuma
  - Kurihara
  - Tome

## Demografía
La ciudad tiene una población notoria de trabajadores de origen brasileño, debido a la ubicación de fábricas de grandes compañías japonesas como Sony y NEC en su zona industrial. Adicionalmente, fuera del centro existe una zona de agricultura con influjo de inmigrantes chinos y filipinos. Como resultado, y a pesar de que los recién llegados siguen siendo una minoría, Ichinoseki tiene una composición étnica variada.
Según los datos del censo japonés, esta es la población de Ichinoseki en los últimos años.
| 1995    | 2000    | 2005    | 2010    | 2015    |
| ------- | ------- | ------- | ------- | ------- |
| 143.974 | 140.825 | 135.722 | 127.642 | 121.583 |

## Educación

### Escuelas especiales
- 岩手県立一関清明支援学校

### Escuelas primarias
| - Akoogi Elementary School (一関市立赤荻小学校) - Ichinoseki Elementary School (一関市立一関小学校) - Genbi Elementary School (一関市立厳美小学校) - Takizawa Elementary School (一関市立滝沢小学校) - 一関市立達古袋小学校 - Nakasato Elementary School (一関市立中里小学校) - Hagisho Elementary School (一関市立萩荘小学校) - 一関市立本寺小学校 - Maikawa Elementary School (一関市立舞川小学校) - Minami Elementary School (一関市立南小学校) - Yasakae Elementary School (一関市立弥栄小学校) - 一関市立山目小学校 - 一関市立老松小学校 - Kanasawa Elementary School (一関市立金澤小学校) | - Nagai Elementary School (一関市立永井小学校) - Hanaizumi Elementary School (一関市立花泉小学校) - 一関市立日形小学校 - Yushima Elementary School (一関市立油島小学校) - 一関市立涌津小学校 - 一関市立内野小学校 - 一関市立大原小学校 - 一関市立興田小学校 - 一関市立猿沢小学校 - 一関市立渋民小学校 - 一関市立摺沢小学校 - 一関市立曽慶小学校 - Iwashimizu Elementary School (一関市立磐清水小学校) - Okutama Elementary School (一関市立奥玉小学校) | - 一関市立清田小学校 - 一関市立小梨小学校 - Senmaya Elementary School (一関市立千厩小学校) - Nagasaka Elementary School (一関市立長坂小学校) - Takodu Elementary School 一関市立田河津小学校 - Matsukawa Elementary School (一関市立松川小学校) - 一関市立折壁小学校 - 一関市立上折壁小学校 - 一関市立釘子小学校 - 一関市立津谷川小学校 - Yokosawa Elementary School (一関市立浜横沢小学校) - Usugi Elementary School (一関市立薄衣小学校) - 一関市立門崎小学校 |

### Escuelas secundarias
| - 岩手県立一関第一高等学校付属中学校 - Ichinoseki Junior High School (一関市立一関中学校) - Genbi Junior High School 一関市立厳美中学校 - Sakuramachi Junior High School (一関市立桜町中学校) - Nakasato Junior High School (一関市立中里中学校) - Hagisho Junior High School (一関市立萩荘中学校) - Hondera Junior High School (一関市立本寺中学校) - Maikawa Junior High School (一関市立舞川中学校) - Mataki Junior High School (一関市立真滝中学校) - Yasakae Junior High School (一関市立弥栄中学校) | - Yamanome Junior High School (一関市立山目中学校) - Hanaizumi Junior High School (一関市立花泉中学校) - Ohara Junior High School (一関市立大原中学校) - 一関市立興田中学校 - 一関市立猿沢中学校 - Daito Elementary School (一関市立大東中学校) - Senmaya Junior High School (一関市立千厩中学校) - Higashiyama Junior High School (一関市立東山中学校) - Murone Junior High School (一関市立室根中学校) - Kawasaki Junior High School (一関市立川崎中学校) |

### Escuelas preparatorias
- Ichinoseki Gakuin High School (一関学院高等学校)
- Ichinoseki Shuko High School (一関修紅高等学校) (también tiene un preescolar y una universidad)
- Ichinoseki No. 1 High School (岩手県立一関第一高等学校)
- Ichinoseki No. 2 High School (岩手県立一関第二高等学校)
- Hanaizumi High School (岩手県立花泉高等学校)
- Daito High School (岩手県立大東高等学校)
- Senmaya High School (岩手県立千厩高等学校)
- Ichinoseki Tech High School (岩手県立一関工業高等学校)

### Kosen
- Ichinoseki National College of Technology (一関工業高等専門学校)

### Universidades (Junior College)
- Shuko Junior College (修紅短期大学)